# Xkanchakán
Xkanchakán es una población del municipio de Timucuy en el estado de Yucatán localizado en el sureste de México.

## Toponimia
El nombre (Xkanchakán) proviene del idioma maya.

## Hechos históricos
- En 1900 cambia su nombre de Canchacán a Canchakán.
- En 1930 cambia su nombre a Xcanchakán
- En 1990 cambia su nombre Xkanchakán.

## Demografía
Según el censo de 2005 realizado por el INEGI, la población de la localidad era de 0 habitantes.
| 82                          | 96 | 43 | 33 | 0 | 0 | 0 | 0 | 26 | ? | 0 | 0 | 0 |
| (Fuente: INEGI [Consultar]) |    |    |    |   |   |   |   |    |   |   |   |   |